# Iglesia de la Magdalena (Plasencia)
La iglesia de la Magdalena es un edificio histórico de origen medieval ubicado en la ciudad española de Plasencia, en la provincia de Cáceres. El edificio fue construido inicialmente como un templo católico tardorrománico y fue una de las parroquias de la ciudad hasta la Guerra Peninsular, cuando quedó en estado ruinoso. Desde 2013 se utiliza como un centro cultural bajo el nombre de Centro de Promoción de Artesanía de Extremadura.

## Localización
Se ubica en el casco antiguo de la ciudad, en el lado interior de la muralla junto a la puerta de Coria, en un rincón que une dicha puerta con la calle Ancha denominado "rincón de la Magdalena".

## Historia
Es la iglesia más antigua de la ciudad y su origen es incierto. Se cree que tiene su origen en un templo mozárabe de los siglos IX-X vinculado al caserío andalusí que existía en la ubicación de la actual ciudad antes de que esta última se fundase en 1186. Esto se basa en la presencia de limitados restos arqueológicos de un barrio cristiano. Los mozárabes probablemente fueron perdiendo importancia numérica al aumentar la población musulmana, ya que en 1186 las tropas de Alfonso VIII encontraron la iglesia en ruinas; en los años siguientes los castellanos comenzaron a reconstruirla y ampliarla, hasta que en 1196 los almohades la incendiaron hasta su destrucción total.
Cuando las tropas de Alfonso VIII reconquistaron definitivamente la ciudad en 1197, se tomó la decisión de rectificar el trazado de la muralla de Plasencia para tener un perímetro más ancho, lo que incluyó a la iglesia en el recinto intramuros. Tras este cambio, a partir del siglo XIII comenzó la construcción definitiva del edificio que ha llegado hasta la actualidad.
En la Edad Moderna, cuando se decoró su interior con esgrafiados, era una de las parroquias rurales de la ciudad, es decir, una iglesia periférica que no daba servicio al centro de la ciudad sino a un arrabal. Según el Interrogatorio de la Real Audiencia de Extremadura de 1791, en aquel momento era una de las tres parroquias rurales placentinas, junto con las de Santiago y San Miguel. También en aquel momento era una de las tres iglesias de la ciudad que tenía cementerio propio, junto con las de San Juan y San Pedro; el de la Magdalena, ubicado tanto dentro como fuera del templo, se utilizaba principalmente para enterrar a los fallecidos en el hospital de Santa María.
Durante la Guerra Peninsular el templo quedó en ruinas, por lo que fue desamortizado y se le dio un nuevo uso como corral hasta el siglo XX. Al mismo tiempo, en 1861 se segregó una parte del espacio histórico del templo para construir una vivienda con tahona.

## Centro cultural actual

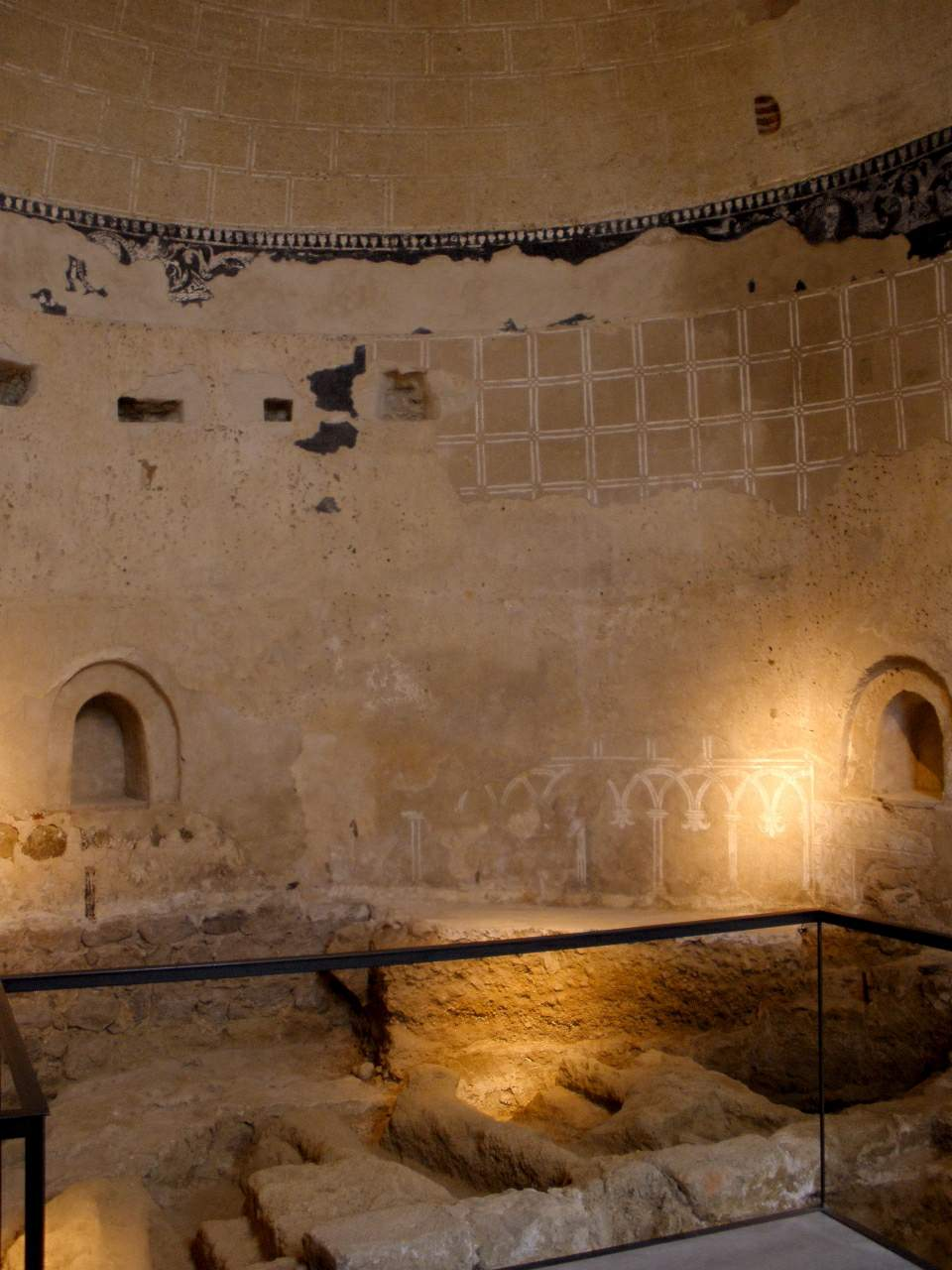
Interior del edificio

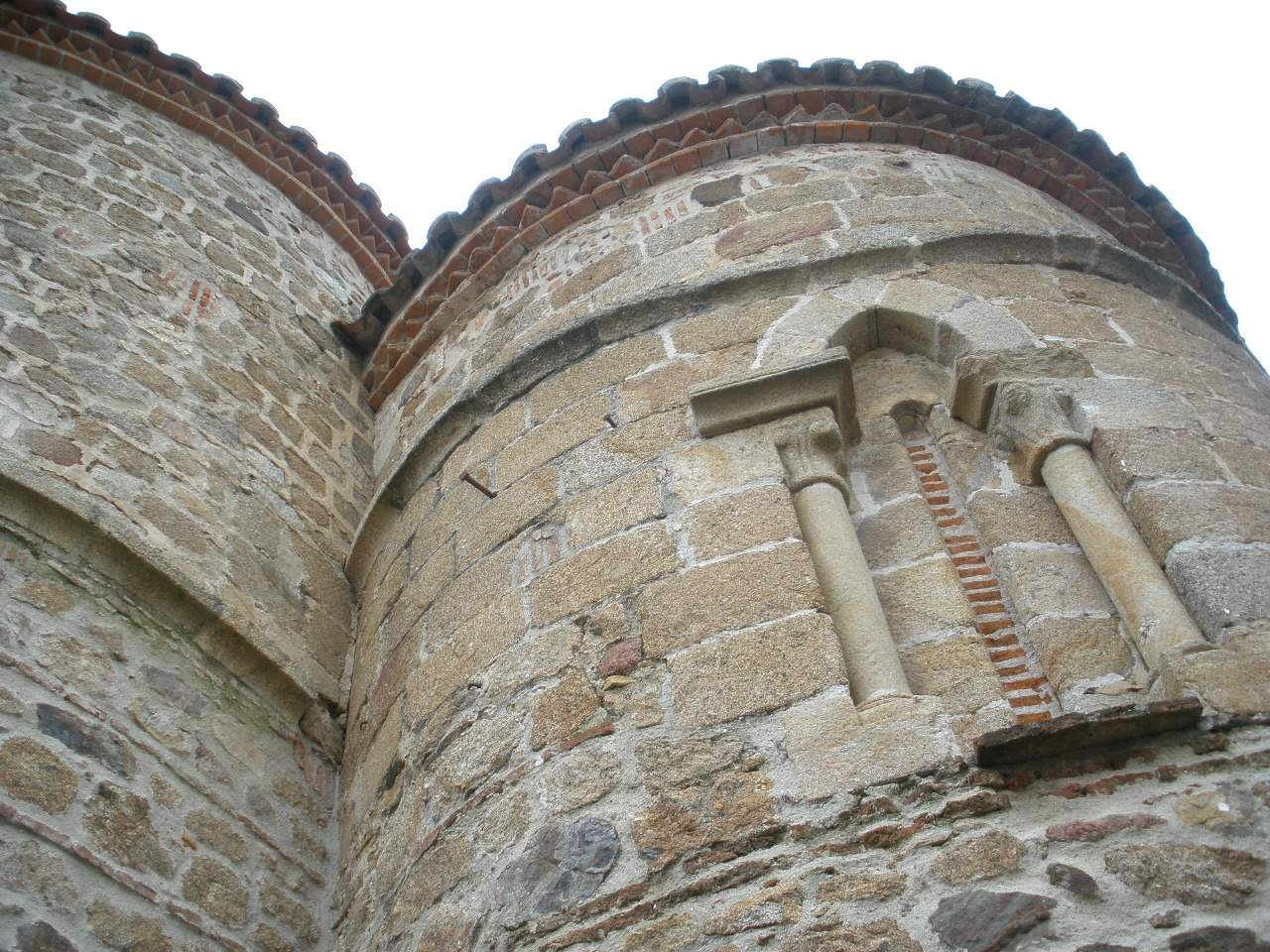
Detalle de los ábsides

Tras dos siglos de uso de las ruinas como una instalación municipal de reducida importancia, en la primera década del siglo XXI se llevó a cabo un programa de restauración del edificio histórico. El objetivo inicial de las obras, que terminaría abandonándose por la crisis económica que se produjo al final de esa década, era convertir el recinto en un "centro de interpretación de las murallas europeas", aunque también se propuso en aquella época crear aquí un museo del Martes Mayor. Las obras comenzaron en 2004, aunque hubo retrasos considerables por la aparición de restos arqueológicos; en aquel momento el edificio solo conservaba en buen estado uno de sus tres ábsides y se invirtieron inicialmente trescientos mil euros de fondos de la Unión Europea en su recuperación.
La obra se alargó durante cuatro años y consistió en restaurar la parte mejor conservada de la iglesia eliminando los elementos posteriores sin valor histórico, al mismo tiempo que se construía un nuevo edificio para el centro cultural; esto último recibió críticas, ya que separaba a la iglesia de su entorno. Aunque también fue criticada la obra por no tener una intervención arqueológica completa, se hallaron numerosos restos de origen medieval como un silo, enterramientos, escaleras de acceso de la muralla y restos de lo que pudieron ser viviendas habitadas. Una de las partes más peculiares de la obra fue el derribo de casas municipales junto a la puerta de Coria para crear una estructura de hierro oxidado.
Tras una inversión final de casi medio millón de euros, en 2008 se abrió por primera vez al público el centro cultural, que fue gestionado indirectamente mediante empresa adjudicataria. Su uso permanente quedó destinado a un centro de interpretación de la propia historia del templo, dentro del cual se conservaron, entre otros, la boca del horno de pan, el silo medieval y elementos del cementerio. Además de esto, se habilitaron salas que fueron utilizadas con cierta frecuencia en los años posteriores para usos temporales como exposiciones, conferencias, teatro y cine. Durante estos años también se llevaron a cabo obras menores de mantenimiento. Este primer centro cultural estuvo en funcionamiento hasta 2011.
En 2013 se abrió al público el centro cultural definitivo, mediante un convenio entre el Ayuntamiento de Plasencia y la Diputación Provincial de Cáceres por la cual esta última se encarga de gestionar este edificio municipal. Actualmente es uno de los cuatro centros de artesanía de la Diputación, junto con la casa de los Moraga de Cáceres, el convento de la Merced de Trujillo y la iglesia de la Trinidad de Guadalupe. La iglesia funciona en la actualidad como centro de exposición y venta de artesanía.
Respecto al patrimonio histórico existente actualmente, tras las restauraciones se han mantenido dos ábsides de los tres que tenía originalmente el templo, en torno a los cuales se albergan los demás restos medievales como el cementerio y el silo. El resto del complejo es un edificio del siglo XXI, exceptuando el horno del siglo XIX.